# Le Crest
Le Crest é uma comuna francesa na região administrativa de Auvérnia-Ródano-Alpes, no departamento Puy-de-Dôme. Estende-se por uma área de 6,84 km². Em 2010 a comuna tinha 1 296 habitantes (densidade: 189,5 hab./km²).